# James Ferguson (antropolog)
James Ferguson, född 16 juni 1959, död 12 februari 2025, var en amerikansk antropolog, under sina sista år professor vid Stanford University. Fergusons forskning rörde frågor inom utvecklingspolitik, globala ekonomiska system, modernism och postmodernism, faktiska och föreställda rum, geografiska och spatiala maktrelationer. Fergusons forskning var främst fokuserad på bistånds- och välfärdsfrågor i södra Afrika.

## Rumsbegreppet
James Ferguson skrev tillsammans med Akhil Gupta Beyond ”Culture”: Space, Identity, and the Politics of Difference. De visade där att det inom antropologin funnits en bristande självmedvetenhet kring rumsbegreppet, som flitigt används inom de humanistiska ämnena utan att djupare gå in på dess betydelse. Förståelsen för rummet måste, med hänsyn till postmodernistiska tankeströmningar, problematiseras och omdefinieras.
Ferguson och Gupta visade på fyra huvudsakliga problem med sammanfogandet av kultur och plats:
1. Gränslandet mellan de antagna kulturella enheterna. Människor som lever inom gränser, eller förflyttar sig mellan dessa, tycks falla utanför den teoretiska uppfattningen.
2. Kulturella skillnader inom en tänkt lokalisation. Ett tydligt uppdelande av kulturella enheter får svårt att förklara den multikultur som inom många områden är ett faktum.
3. Postkolonialism. Ska hybrida kulturer förklaras som integrerade helheter eller som en ny kulturform?
4. Social förändring och kulturell transformation - hur formas ett samhälle, och varför upprätthålls det? Här måste inte endast fysiska platser men även maktrelationer studeras.

Ferguson och Gupta ville här göra en uppdelning av rummet i ”space”, som är det faktiska, objektiva utrymmet, och ”place”, som är det föreställda rummet. De menade att antropologin nu bör lägga fokus vid hur ”space” och ”place” skapas, förstärks och föreställs. Genom att använda sig av en uppdaterad begreppsapparat, som tar hänsyn till en globaliserad och transkulturell verklighet, kan antropologisk forskning lyfta fram den problematik som präglar samhällsaktuella debatter som rör exempelvis migrationspolitik. Dagens ökade rörlighet leder många, menar de, till en känsla av rotlöshet och en uppluckring av de kulturella skillnaderna mellan platser. Folks identitet blir mer och mer avterritorialiserad, vilket leder till att man i förlängningen inte längre kan förknippa en viss kultur med en viss plats. Centralt blir alltså att fundera kring hur antropologer använder sig av begreppet ”kultur”, och att i fråga om folkgrupper och områden ifrågasätta klassificerande generaliseringar som "oss" och "dem".